# Ybbsbachamt
Ybbsbachamt ist eine Ortschaft und eine Katastralgemeinde der Gemeinde Gresten im Bezirk Scheibbs in Niederösterreich.

## Geschichte
Laut Adressbuch von Österreich waren im Jahr 1938 in Ybbsbachamt ein Gastwirt, zwei Gemischtwarenhändler, eine Holzwarenfabrik, zwei Sägewerke, ein Schlosser, ein Schmied und ein Landwirt mit Direktverkauf ansässig.

## Siedlungsentwicklung
Zum Jahreswechsel 1979/1980 befanden sich in der Katastralgemeinde Ybbsbachamt insgesamt 102 Bauflächen mit 29.218 m² und 73 Gärten auf 93.289 m², 1989/1990 gab es 121 Bauflächen. 1999/2000 war die Zahl der Bauflächen auf 254 angewachsen und 2009/2010 bestanden 145 Gebäude auf 275 Bauflächen.

## Bodennutzung
Die Katastralgemeinde ist landwirtschaftlich geprägt. 116 Hektar wurden zum Jahreswechsel 1979/1980 landwirtschaftlich genutzt und 49 Hektar waren forstwirtschaftlich geführte Waldflächen. 1999/2000 wurde auf 104 Hektar Landwirtschaft betrieben und 61 Hektar waren als forstwirtschaftlich genutzte Flächen ausgewiesen. Ende 2018 waren 97 Hektar als landwirtschaftliche Flächen genutzt und Forstwirtschaft wurde auf 61 Hektar betrieben. Die durchschnittliche Bodenklimazahl von Ybbsbachamt beträgt 27,6 (Stand 2010).